# Campionato francese di rugby a 15 1942-1943
Il campionato francese di rugby a 15 1942-43 fu vinto dal Bayonne che batté l'Agen in finale.
Dopo tre anni di competizioni ufficiose la FFR decise, il 5 giugno 1942 di ristabilire un campionato ufficiale disputato da 40 squadre della zona occupata e cinquantacinque della zona non occupata. Dopo l'invasione tedesca di quest'ultima a novembre, la federazione cambiò la denominazione in zona nord e zona sud. La finale fu disputata tra Bayonne e Agen vincitrici rispettivamente delle zone nord e sud.

## Contesto
La Coppa di Francia di rugby a 15 fu vinta dall'SU Agen che batté lo SBUC in finale.
Il governo di Vichy aveva interdetto il rugby a XIII il 19 dicembre 1941. Vari giocatori rientrarono dunque nel rugby a XV. Tra i giocatori delle squadre finaliste: Dauger, Dubalon, Arotça a Bayonne, e Guiral, Brunetaud, Londaits-Béhère ad Agen.

## Finale
| Arbitro: | Jean Rous |

| |            | |
| Larre | mt         | |
| Jean Mourguy Ricardo Perez Jean Casteigt Jean Dumas Louis Bisauta Pierre Labèque René Arotça Robert Cazayrous Jean Dubalen David Zabaleta Marcel Lafite Maurice Calhay Jean Dauger Pierre Larre André Alvarez | Formazioni | François Inza Jean Clavé Jean Londaits-Béhère Marcel Laurent Robert Landes Guy Basquet Maurice Brunetaud Jean Matheu-Cambas André Verdier Camille Bonnet Georges Baladière Charles Calbet Franck Gaubert Angel Grandaty Marius Guiral |